# Ками-Накадзато (станция)
Станция Ками-Накадзато (яп. 上中里駅 ками накадзато эки) — железнодорожная станция на линии Кэйхин-Тохоку расположенная в специальном районе Кита, Токио. Станция была открыта 1 июля 1933 года. На станции установлены автоматические платформенные ворота.

## Планировка станции
Одна платформа островного типа и 2 пути.
| 1 | ■Линия Кэйхин-Тохоку | Акабанэ・Урава・Омия  |
| 2 | ■Линия Кэйхин-Тохоку | Уэно・Токио・Иокогама |

## Близлежащие станции
| «                   | «                   | Вид обслуживания    | »                   | »                   |
| Линия Кэйхин-Тохоку | Линия Кэйхин-Тохоку | Линия Кэйхин-Тохоку | Линия Кэйхин-Тохоку | Линия Кэйхин-Тохоку |
| ------------------- | ------------------- | ------------------- | ------------------- | ------------------- |
| Табата              | Табата              | Local               | Одзи                | Одзи                |
| Табата              | Табата              | Rapid               | Одзи                | Одзи                |